# Urostylididae
Famille
Synonymes
- Urostylidae Dallas, 1851 (préféré par BioLib)[1]

Les Urostylididae forment une famille d'insectes du sous-ordre des hétéroptères (punaises), de la superfamille des Pentatomoidea, qui compte environ 8 genres, et 80 à 180 espèces.

## Description
Les Urostylididae sont des punaises de taille moyenne, mesurant entre 3.5 à 14 mm de long, avec un corps souvent allongé, inhabituel parmi les Pentatomoidea. La tête est petite, ses marges latérales ne sont pas carénées, et elle porte des antennes à 5 articles, très longues, dont le 1er est beaucoup plus long que la tête. Les tubercules antennifères sont placés sur le dessus de la tête, entre les yeux. Les ocelles sont plus proches l'une de l'autre que la distance qui les sépare des yeux, une condition unique parmi les Pentatomoidea, uniquement partagée avec les Saileriolidae (mais absence d'ocelles chez Urolabida). Le scutellum a son apex assez allongé. L'abdomen présente des trichobotries sur les segments 3 à 7 (uniquement sur les segments 5 à 7 chez les Saileriolidae). Les pattes n'ont pas d'épines, les hanches médianes et postérieures sont plus éloignées les unes des autres que les hanches antérieures, et les tarses comptent 3 segments. Les ailes antérieures ont une courte commissure clavale (elles se touchent après l'apex du scutellum). Les membranes présentent 4 à 5 veines longitudinales,.  

## Répartition
Les espèces de cette famille ont leur centre de distribution dans le Sud et l'Est de l'Asie (écozone indomalaise), de l'Inde aux Philippines, atteignant, au Nord, l'Est du Paléarctique (Chine, Corée du Sud et Japon), et à l'Est, la Nouvelle-Guinée et le Nord de l'Australie. Six espèces sont présentes au Japon. 
Selon Zhou et Rédei, des espèces non encore décrites auraient été collectées à Madagascar.

## Biologie
Ces espèces sont phytophages et arboricoles. Les plantes-hôtes connues appartiennent notamment aux genres Quercus (Fagaceae), Ulmus et Zelkova (Ulmaceae). L'espèce Urochela luteovaria peut causer des dégâts aux fruits de Rosaceae, comme les pommes, les poires et les cerises.

La ponte a été étudiée chez plusieurs espèces d'Urostylis et montre une adaptation très particulière. La femelle, dont l'abdomen est alors extrêmement élargi, pond ses œufs, en hiver, un cas très rare chez les Hétéroptères, qui sortent enrobés d'une forme de gelée (de biopolymères). Pour respirer à travers celle-ci, les œufs possèdent des structures particulières, des aéromicropyles, sortant comme des « tubas », hors de la gelée. Cette gelée joue d'abord un rôle protecteur contre la dessiccation et la contamination microbienne. Mais son rôle est bien plus essentiel. Elle fournit la seule source de nourriture aux juvéniles à un moment où la sève n'est pas disponible. Elle permet ainsi leur croissance et leur survie jusqu'au stade 3. De plus, la gelée contient des symbiotes intestinaux, qui, eux aussi, survivent dans la gelée pendant plusieurs mois. Ils sont ainsi transmis verticalement de la mère à ses jeunes, et permettront à leurs hôtes d'acquérir des acides aminés et des vitamines essentiels à leur métabolisme et dont la sève des plantes-hôtes est dépourvue. L'élaboration de cette gelée et son inoculation en bactéries symbiotiques sont réalisées par des organes spécialement développés chez les femelles. L'association des symbiotes avec ces punaises est obligatoire, et résulte d'une coévolution. 

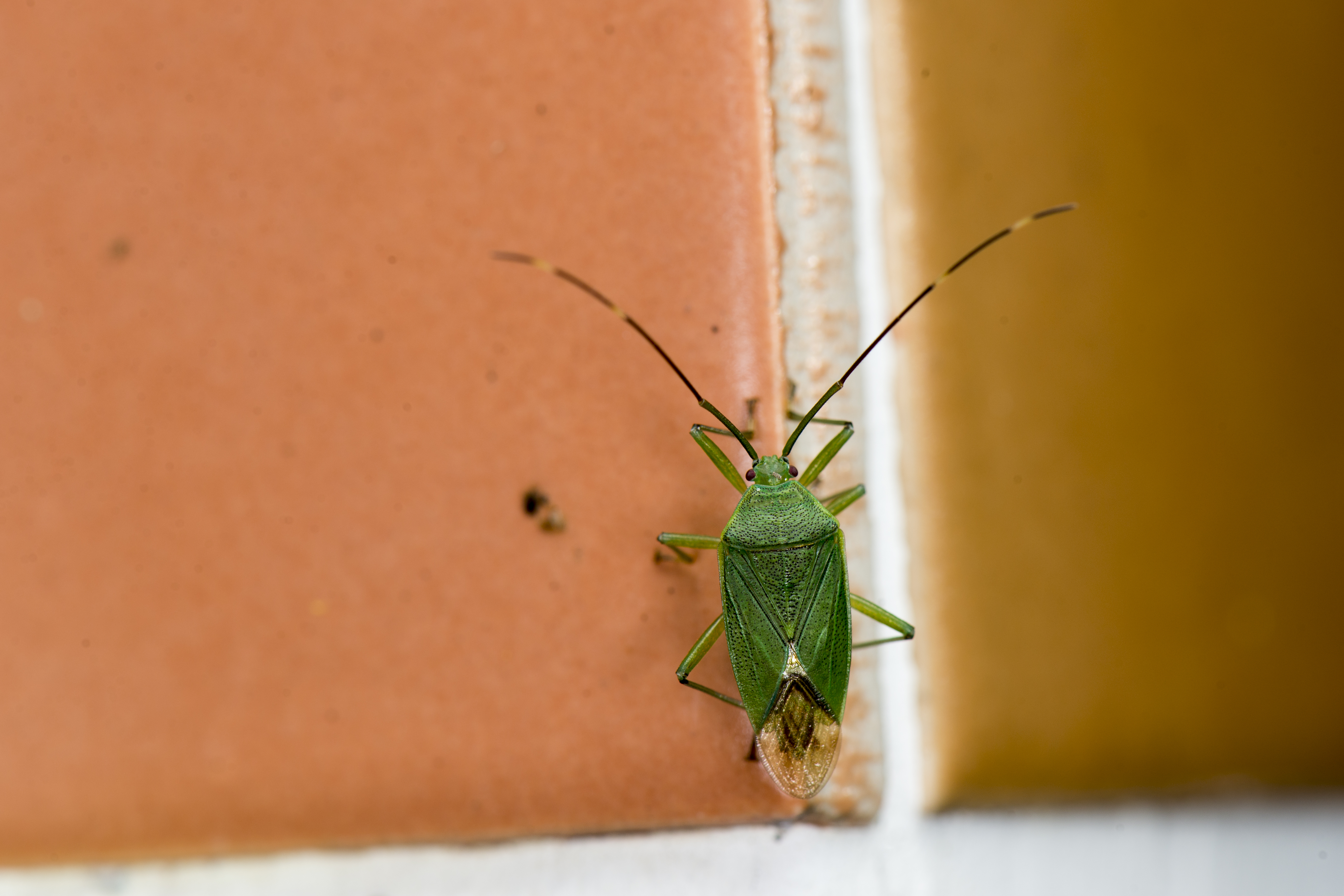
Urolabidini: Urolabida taïwanensis, Taïwan
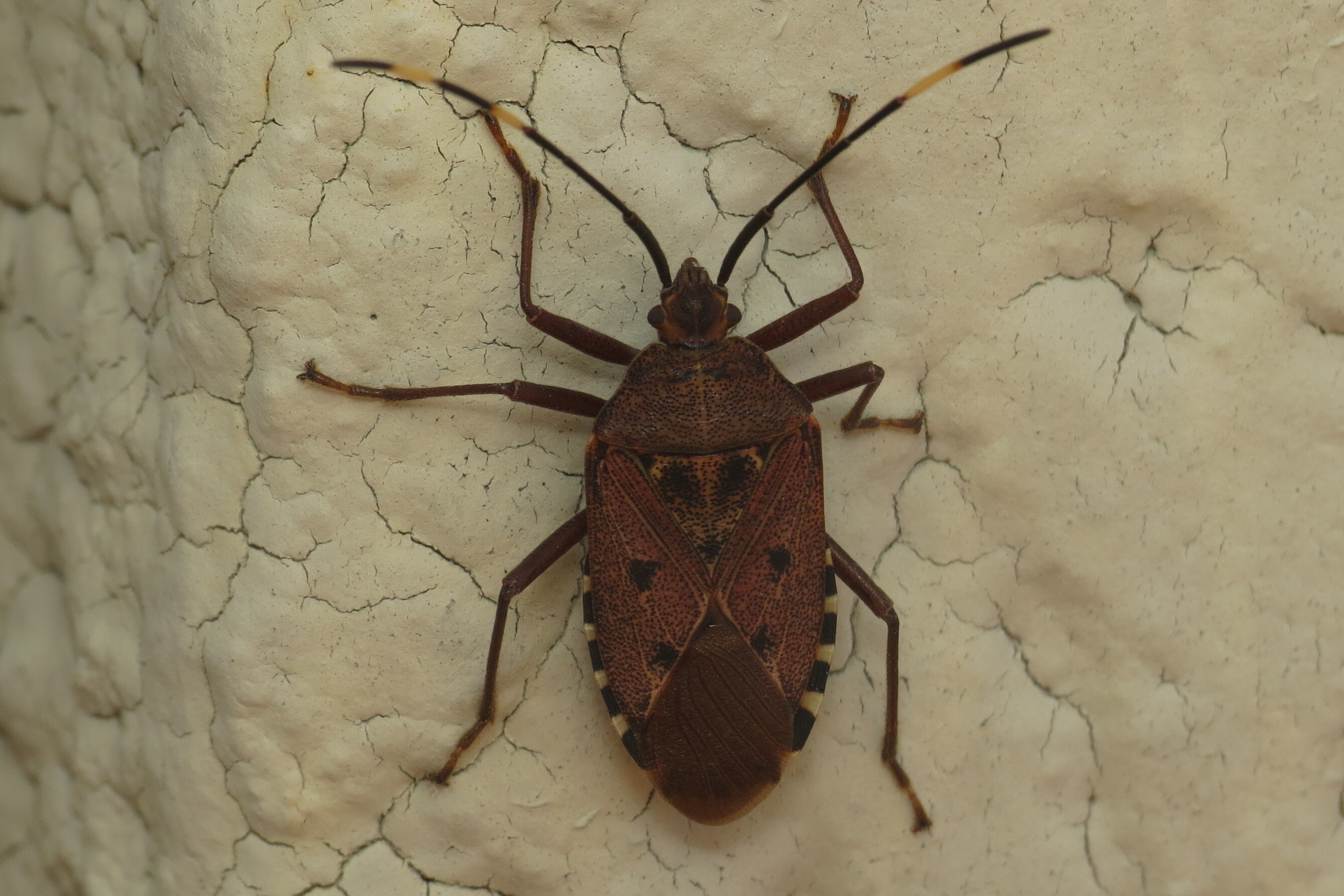
Urostylidini : Urochela quadrinotata, Corée du Sud.
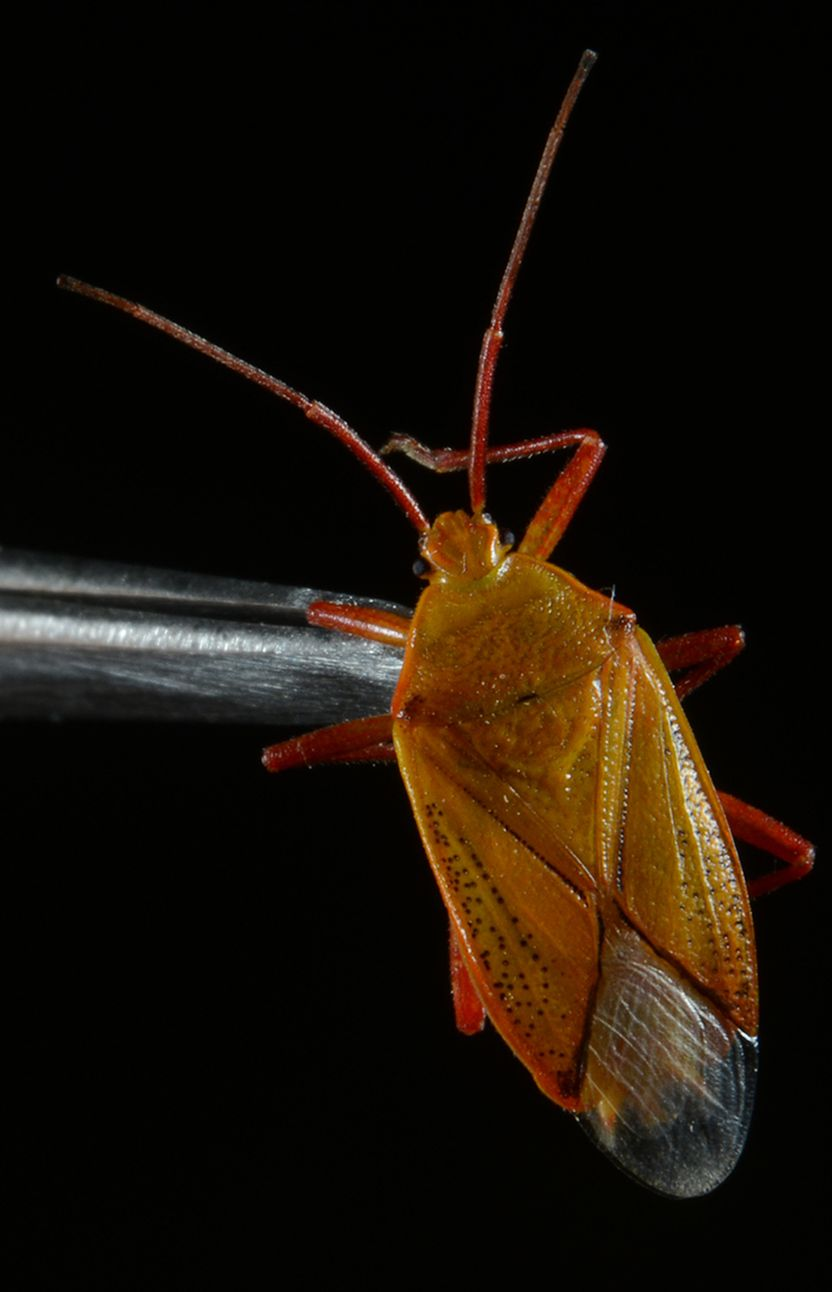
Urostylidini : Urostylis hubeiensis, Corée du Sud
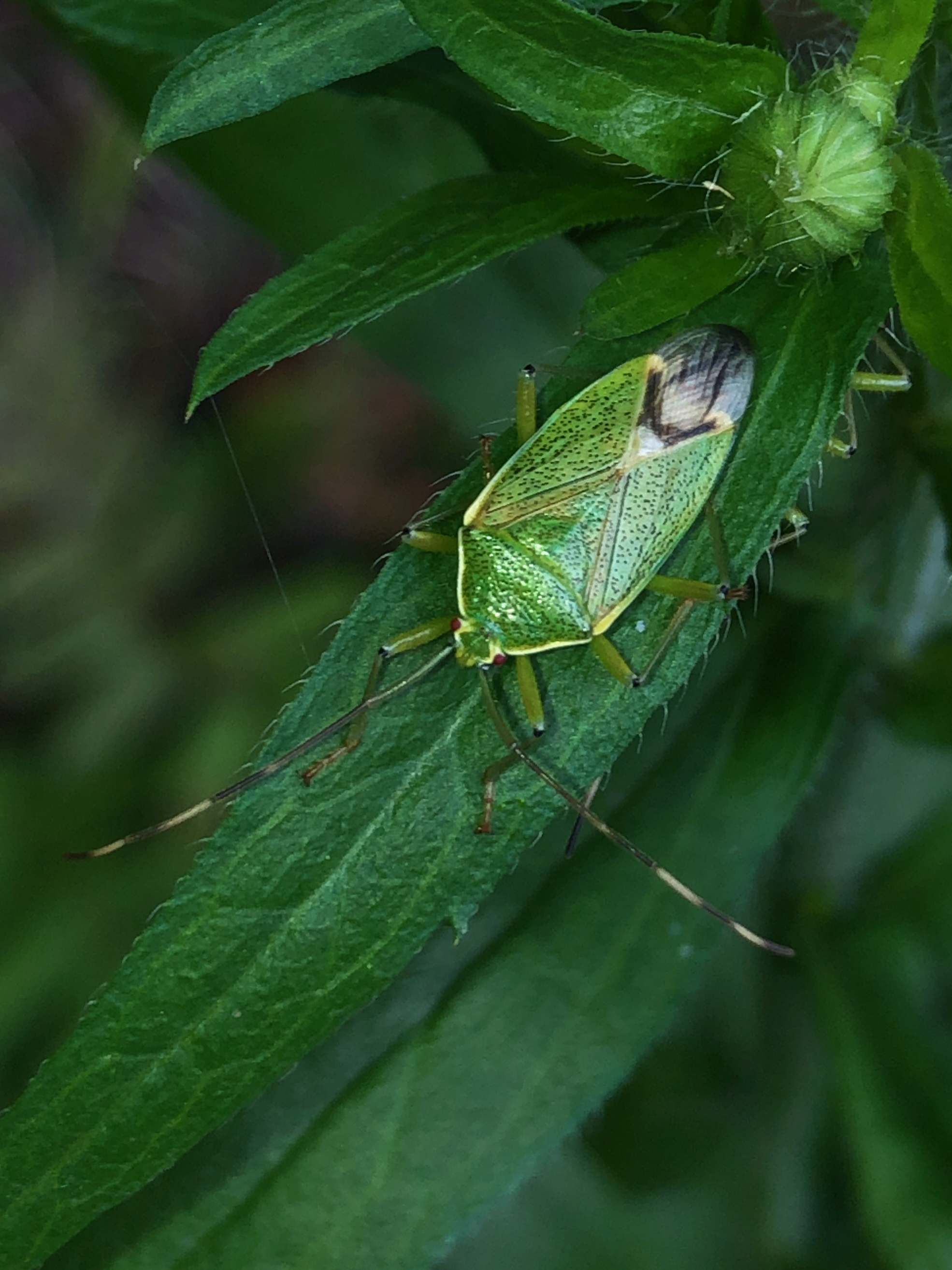
Urostylidini : Urostylis striicornis, préfecture d'Aichi (Japon)
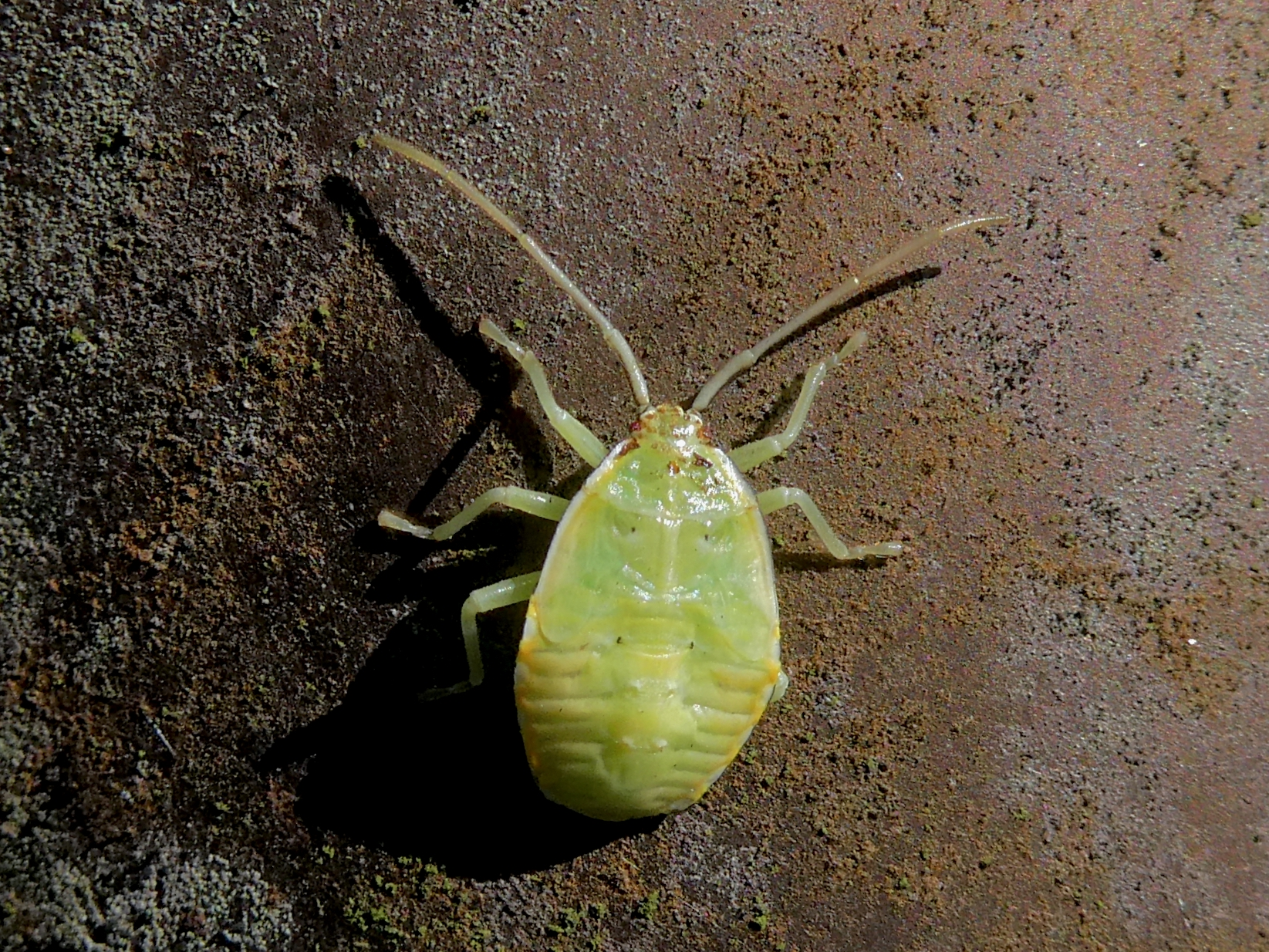
Juvénile (stade 4 ou 5) d'Urostylis annulicornis

## Systématique
Ce taxon a été proposé dès 1851 en tant que famille à part entière par Dallas. Son nom a longtemps été « Urostylidae », mais en 2001, il a été proposé son remplacement par « Urostylididae », pour éviter l'homonymie avec les Urostylidae Bütschli, 1889 (Ciliophora, Hypotrichida).
Son placement a été longtemps discuté. Il a été lié, selon les auteurs, comme une sous-famille, les Urostylinae, dans les Acanthosomatidae, les Pyrrhocoridae, et les Pentatomidae. L'étude phylogénétique de Grazia et al. (2008) les place comme famille au sein des Pentatomoidea. 
Pendant longtemps, les Urostylididae ont été séparées en deux sous-familles, les Urostylidinae et les Saileriolinae, mais cette dernière a été considérée comme une famille séparée, les Saileriolidae, notamment par Grazia et al. De leur côté, les Urostylidinae ont été séparés en deux tribus, les Urolabidini Stål, 1876, définis par l'absence d'ocelles, avec le seul genre Urolabida, et celle des Urostylidini Dallas, 1851, avec sept autres genres. Le nombre d'espèces indiquées va de plus de 80 selon Schuh et Weirauch à près de 180 selon Aberlenc et al., Rider et al. et Roca-Cusachs et al.. 

### Phylogénie
Au plan phylogénétique, cette analyse les place comme le groupe-frère (basal) de tous les autres Pentatomoidea.
A l'échelle des genres, leur monophylie et relation phylogénétique ont peu été étudiées sur la base de données morphologiques ou moléculaires. Une étude de 2023 sur le génome mitochondrial et des gènes ribosomaux nucléaires conclut à la polyphylie des trois grands genres riches en nombre d'espèces: Urolabida, Urochela et Urostylis ainsi qu'aux deux tribus proposées par Ahmad et al., 1992. Les auteurs suggèrent que la classification des genres et tribus doit être révisée tout comme les charactères morphologiques utilisés pour les identifier.

### Fossiles
On a rattaché au genre Urochela (Urostylidini), qui comprend une quarantaine d'espèces actuelles, six espèces fossiles découvertes, trouvées en Chine, et datant du Burdigalien (Miocène, entre −20 et −15 millions d'années).

### Liste des sous-familles, tribus, et genres
Selon BioLib (20 juin 2022):
- sous-famille Urostylinae Dallas, 1851
  - tribu Urolabidini Stål, 1876
    - genre Urolabida Westwood, 1837

  - tribu Urostylidini Dallas, 1851
    - genre Chelurotropella Ren, 2002, (syn. Yangicoris Ren, 1998)
    - genre Cobbenicoris Ren, 1998
    - genre Eurhynchiocoris Reuter, 1881
    - genre Tessaromerus Kirkaldy, 1908
    - genre Urochela Dallas, 1850
    - genre Urochelellus Yang, 1937
    - genre Urostylis Westwood, 1837[6]